# Marazuela
Marazuela ist ein Ort und eine Gemeinde (municipio) mit 53 Einwohnern (Stand: 2024) in der zentralspanischen Provinz Segovia in der Autonomen Region Kastilien-León. 

## Lage und Klima
Marazuela liegt in der kastilischen Meseta in ca. 910 m Höhe ungefähr 25 Kilometer (Fahrtstrecke) westnordwestlich der Provinzhauptstadt Segovia. Das Klima ist gemäßigt bis warm; Regen (594 mm/Jahr) fällt mit Ausnahme der trockenen Sommermonate übers Jahr verteilt.

## Bevölkerungsentwicklung
| Jahr      | 1970 | 1981 | 1991 | 2001 | 2011 | 2021 |
| Einwohner | 195  | 125  | 105  | 77   | 60   | 54   |

## Sehenswürdigkeiten

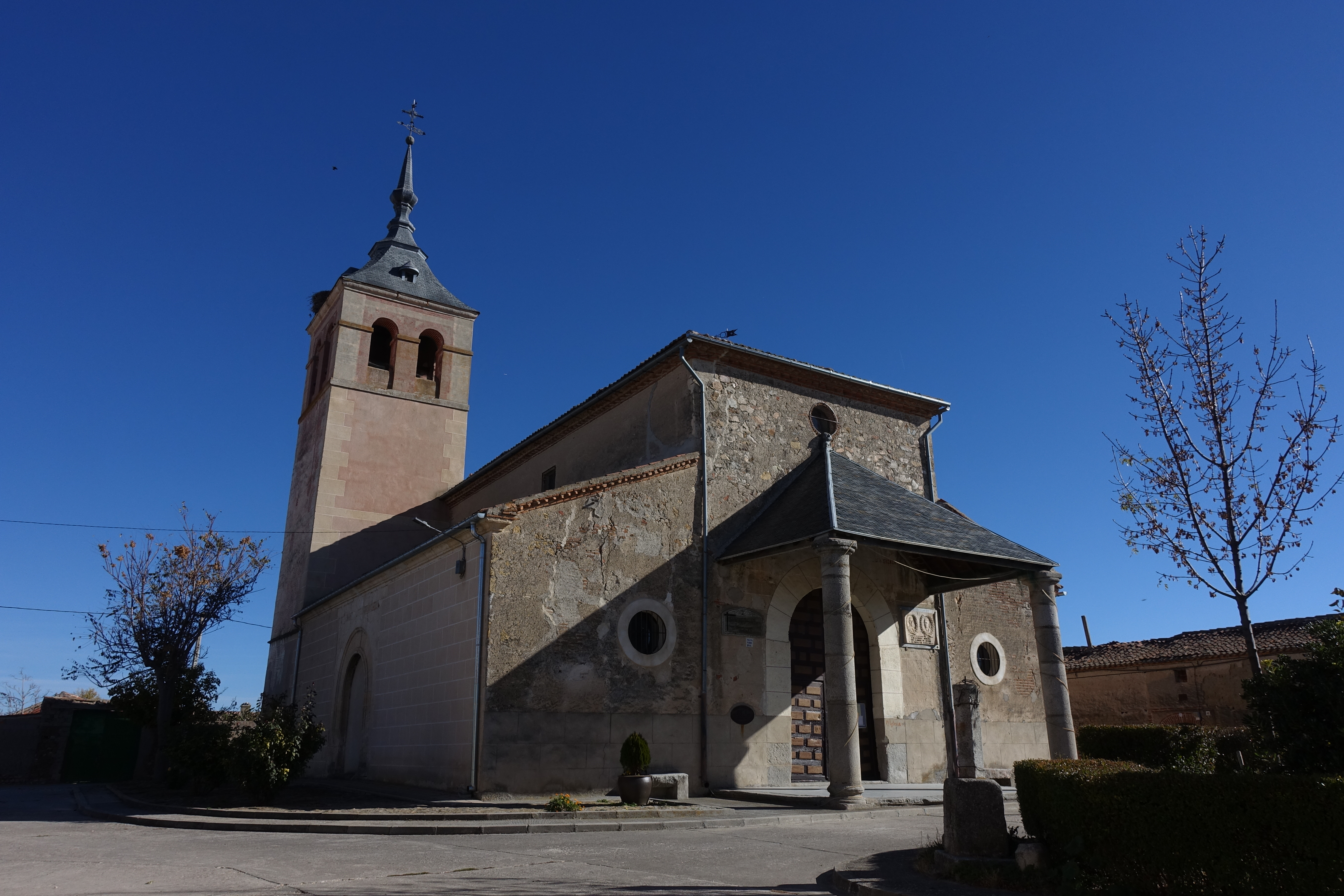
Kirche Mariä Himmelfahrt
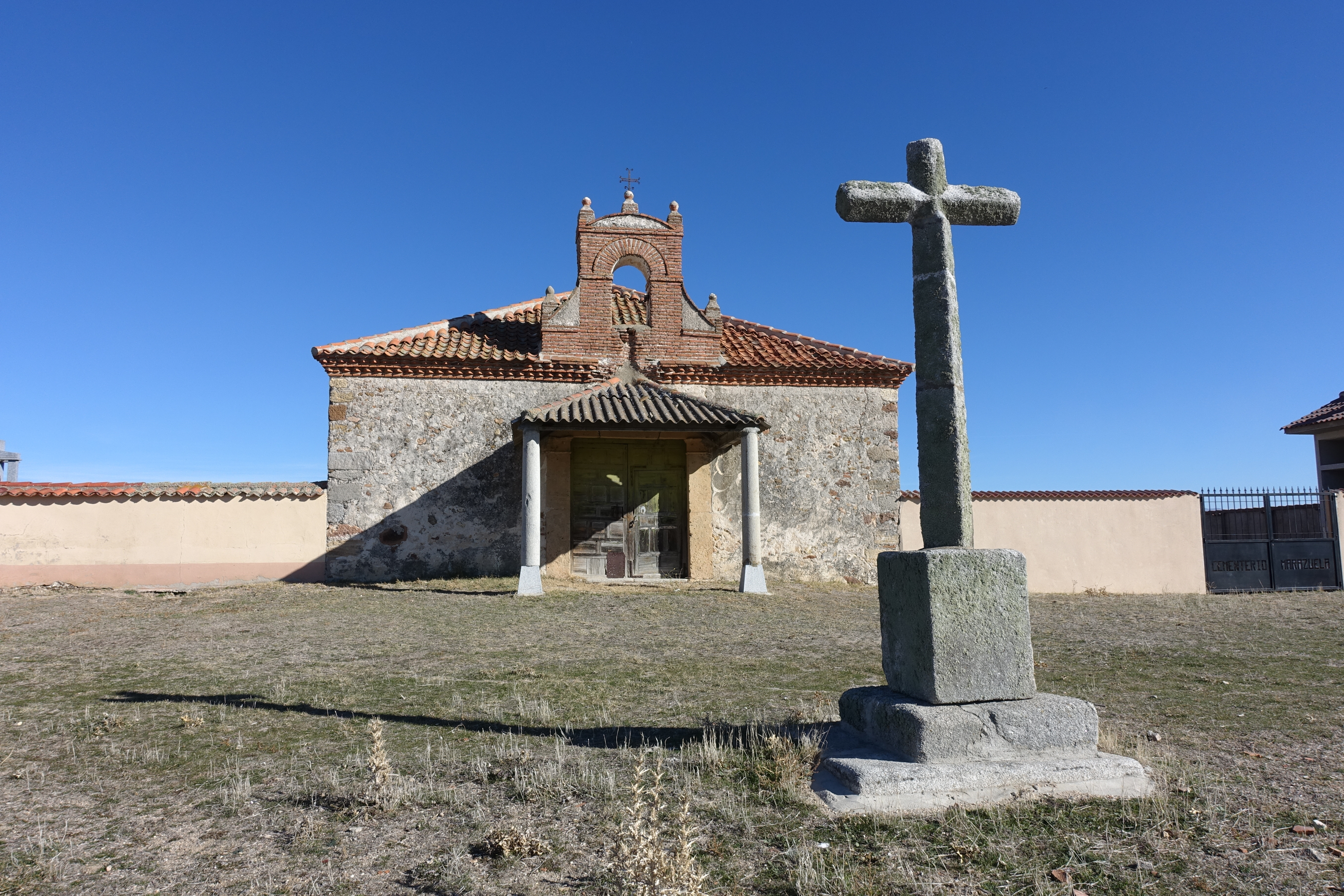
Christuskapelle
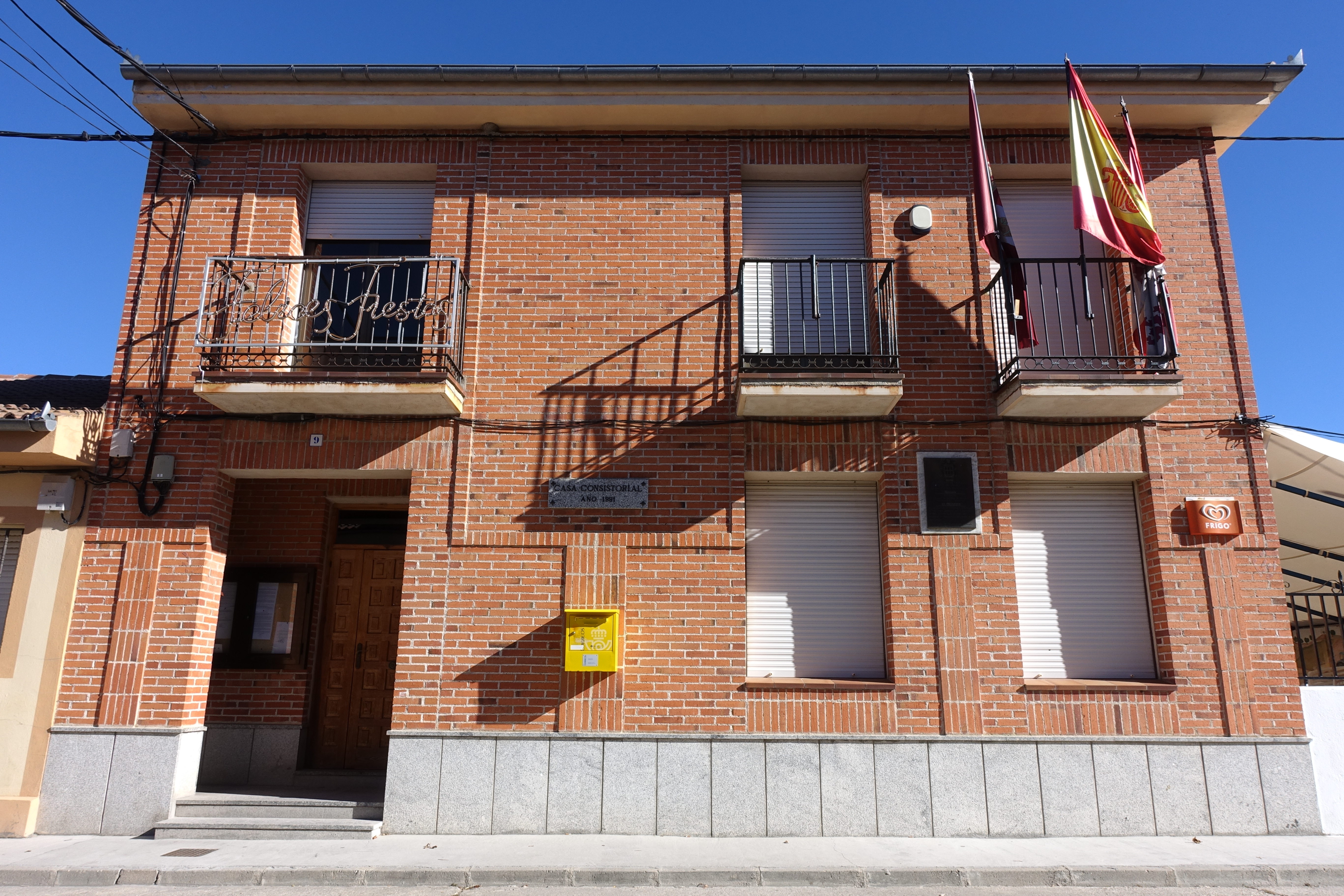
Rathaus

- Kirche Mariä Himmelfahrt
- Christuskapelle
- Rathaus